# A megfojtott királyné
A megfojtott királyné Maurice Druon Az elátkozott királyok című regényfolyamának második kötete, mely 1955-ben jelent meg.

## Történet
|  | Alább a cselekmény részletei következnek! |

Château-Gaillard várbörtönének falai közt Burgundi Blanka és Burgundi Margit kitörő örömmel fogadja Szép Fülöp halálhírét. Úgy hiszik, ettől majd minden megváltozik, de csalódniuk kell. Egy nap azonban megjelenik Robert d'Artois, és együttérzést tanúsít a hölgyek iránt. Közli, hogy Lajos, az új király a Margittal való házasság megsemmisítését kéri, de ez csak úgy lehetséges, ha elismeri, hogy Lajossal sosem éltek házaséletet, és leánya, Johanna sem tőle való. Margit rövid gondolkodás után dühödten visszautasítja az ajánlatot.
Időközben Lajost megkoronázzák, noha jelleme nem éppen királyhoz méltó. Bár a válást nem mondták ki (nem is mondhatták, hisz ez idő szerint nincs pápa), már az új feleséget keresik. A király nagybátyja, Charles de Valois javasolja egyik rokonának unokahúgát, a szép Magyarországi Klemenciát. Követet szalajtanak Nápolyba, aki nem más, mint Guccio Baglioni, s vele tart a főkamarás, Bouville is. Mindeközben Lajos megtartja első tanácskozását, ahol jellembeli gyengesége rögtön megmutatkozik. Elbocsátja a tanácsból Enguerrand de Marigny-t, aki pedig nagy hasznára lehetett volna. Ennek oka, hogy a pápaválasztás eredménytelen maradt, márpedig addig esküvőről szó se lehet. Marigny nem hagyja annyiban a dolgot, s bosszút esküszik.
Közben Guccio és Bouville elmennek Nápolyba, hogy nyélbe üssék az esküvőt. Klemencia nagyanyja közli, hogy unokáját csak akkor hajlandó Lajosnak adni, ha rendezi előző házasságát. Azért egy festményt magukkal visznek a hercegnőről. Hazafelé jövet megállnak Avignonban, ahol kalandos úton találkoznak saját pápajelöltjükkel, Jacques Duéze-vel. Ha pápa lenne, hajlandó lenne kimondani a megsemmisítést, ennek egyetlen akadálya, hogy kilenc francia bíboros Marigny befolyása alatt áll, így nem tudják őt megválasztani.
Margit időközben beleőrül a rabságba, és mégis megírja a levelet, melyben elismeri, hogy lánya nem Lajostól van, és sosem éltek házaséletet. A balga várkapitány miatt azonban a levél nem Robert-hez kerül, hanem Marigny-hoz, aki elolvasván azt, a tűzbe dobja. Közben Marigny alatt is forrósodik a talaj, a pápaválasztás érdekében előszedik a korruptságát igazoló iratokat. Ezek a Cressay család kápolnájában vannak, tehát Guccio megy értük. Neauphle-ben nagy az éhínség, Marie-t is az éhhalál fenyegeti. Guccio élelmet szerez a helyi elöljárótól a család számára, akik nagyon hálásak neki. Meg is akarja kérni Marie kezét, de úgy gondolja, nem ez a megfelelő pillanat. Nem tudja, hogy a Cressay család teljes mértékben ellenzi a lehetséges frigyet.
A leleplező iratok birtokában Marignyt perbe fogják. De hiába minden, kifogynak az időből, két hónap maradt pápaválasztásra. Ekkor merül fel a gondolat, hogy végezni kellene Margittal, betegségnek vagy balesetnek álcázva a dolgot. Robert elmegy a várbörtönbe, ahol megtudja, hogy Margit írt neki. Ha megkapta volna a levelet, életben maradhatna. Így viszont vesznie kell. Irattat vele egy búcsúlevelet, majd hű szolgája, Lormet megfojtja Margitot. Másnap Marignyt a vesztőhelyre hurcolják, ahol kivégzik, kisvártatva szobrát is ledöntik. Most már szabad az út a házasság előtt. Ismét Guccio és Bouville mennek Nápolyba, de a fiatalember eldöntötte: hazatérése után a neauphle-i bankfiókot szeretné vezetni, hogy közel kerülhessen Marie-hoz.
|  | Itt a vége a cselekmény részletezésének! |

## Magyarul
- Az elátkozott királyok. Történelmi regény, 1-6.; ford. Gyáros Erzsébet; Európa, Bp., 1970–1972 (Századok, emberek)
  - 2. A megfojtott királyné; 1970